# Faulquemont
Faulquemont (fràncic lorenès Folkenburch) és un municipi francès situat al departament del Mosel·la i a la regió del Gran Est. L'any 2007 tenia 5.502 habitants.

## Demografia

### Població
El 2007 la població de fet de Faulquemont era de 5.502 persones. Hi havia 2.256 famílies, de les quals 652 eren unipersonals (264 homes vivint sols i 388 dones vivint soles), 640 parelles sense fills, 716 parelles amb fills i 248 famílies monoparentals amb fills.
La població ha evolucionat segons el següent gràfic:
Habitants censats

### Habitatges
El 2007 hi havia 2.394 habitatges, 2.291 eren l'habitatge principal de la família, 9 eren segones residències i 93 estaven desocupats. 1.401 eren cases i 986 eren apartaments. Dels 2.291 habitatges principals, 1.235 estaven ocupats pels seus propietaris, 912 estaven llogats i ocupats pels llogaters i 145 estaven cedits a títol gratuït; 23 tenien una cambra, 149 en tenien dues, 378 en tenien tres, 581 en tenien quatre i 1.161 en tenien cinc o més. 1.709 habitatges disposaven pel capbaix d'una plaça de pàrquing. A 1.076 habitatges hi havia un automòbil i a 763 n'hi havia dos o més.

### Piràmide de població
La piràmide de població per edats i sexe el 2009 era:
| Homes | Edats   | Dones |
| ----- | ------- | ----- |
| 0     | 95 o +  | 0     |
| 4     | 90 a 94 | 24    |
| 12    | 85 a 89 | 28    |
| 20    | 80 a 84 | 36    |
| 84    | 75 a 79 | 84    |
| 100   | 70 a 74 | 168   |
| 132   | 65 a 69 | 120   |
| 168   | 60 a 64 | 204   |
| 116   | 55 a 59 | 124   |
| 196   | 50 a 54 | 172   |
| 200   | 45 a 49 | 188   |
| 176   | 40 a 44 | 188   |
| 196   | 35 a 39 | 192   |
| 192   | 30 a 34 | 184   |
| 244   | 25 a 29 | 248   |
| 216   | 20 a 24 | 152   |
| 188   | 15 a 19 | 204   |
| 172   | 10 a 14 | 156   |
| 152   | 5 a 9   | 192   |
| 120   | 0 a 4   | 136   |

## Economia
El 2007 la població en edat de treballar era de 3.565 persones, 2.305 eren actives i 1.260 eren inactives. De les 2.305 persones actives 1.922 estaven ocupades (1.022 homes i 900 dones) i 383 estaven aturades (178 homes i 205 dones). De les 1.260 persones inactives 441 estaven jubilades, 337 estaven estudiant i 482 estaven classificades com a «altres inactius».

### Ingressos
El 2009 a Faulquemont hi havia 2.233 unitats fiscals que integraven 5.428,5 persones, la mediana anual d'ingressos fiscals per persona era de 15.761 €.

### Activitats econòmiques
Dels 294 establiments que hi havia el 2007, 5 eren d'empreses extractives, 4 d'empreses alimentàries, 4 d'empreses de fabricació de material elèctric, 30 d'empreses de fabricació d'altres productes industrials, 47 d'empreses de construcció, 65 d'empreses de comerç i reparació d'automòbils, 10 d'empreses de transport, 17 d'empreses d'hostatgeria i restauració, 4 d'empreses d'informació i comunicació, 16 d'empreses financeres, 13 d'empreses immobiliàries, 32 d'empreses de serveis, 27 d'entitats de l'administració pública i 20 d'empreses classificades com a «altres activitats de serveis».
Dels 83 establiments de servei als particulars que hi havia el 2009, 1 era una oficina d'administració d'Hisenda pública, 1 gendarmeria, 1 oficina de correu, 6 oficines bancàries, 2 funeràries, 6 tallers de reparació d'automòbils i de material agrícola, 2 autoescoles, 9 paletes, 4 guixaires pintors, 5 fusteries, 6 lampisteries, 5 electricistes, 3 empreses de construcció, 7 perruqueries, 2 veterinaris, 1 agència de treball temporal, 12 restaurants, 2 agències immobiliàries, 1 tintoreria i 7 salons de bellesa.
Dels 31 establiments comercials que hi havia el 2009, 3 eren supermercats, 3 botiges de menys de 120 m², 6 fleques, 1 una fleca, 1 una peixateria, 6 botigues de roba, 1 una botiga d'equipament de la llar, 1 una sabateria, 3 botigues de mobles, 3 drogueries, 1 una perfumeria i 2 floristeries.
L'any 2000 a Faulquemont hi havia 8 explotacions agrícoles.

## Equipaments sanitaris i escolars
El 2009 hi havia 1 centre de salut, 2 farmàcies i 1 ambulància.
El 2009 hi havia 3 escoles maternals i 2 escoles elementals. Faulquemont disposava de 2 col·legis d'educació secundària amb 823 alumnes.

## Poblacions més properes
El següent diagrama mostra les poblacions més properes.